# 21775 Tsiganis
21775 Tsiganis è un asteroide della fascia principale. Scoperto nel 1999, presenta un'orbita caratterizzata da un semiasse maggiore pari a 2,2317368 UA e da un'eccentricità di 0,1375674, inclinata di 5,27104° rispetto all'eclittica.